# Sanicula arctopoides
Sanicula arctopoides är en flockblommig växtart som beskrevs av William Jackson Hooker och George Arnott Walker Arnott. Sanicula arctopoides ingår i släktet sårläkor, och familjen flockblommiga växter. Inga underarter finns listade i Catalogue of Life.

## Bildgalleri

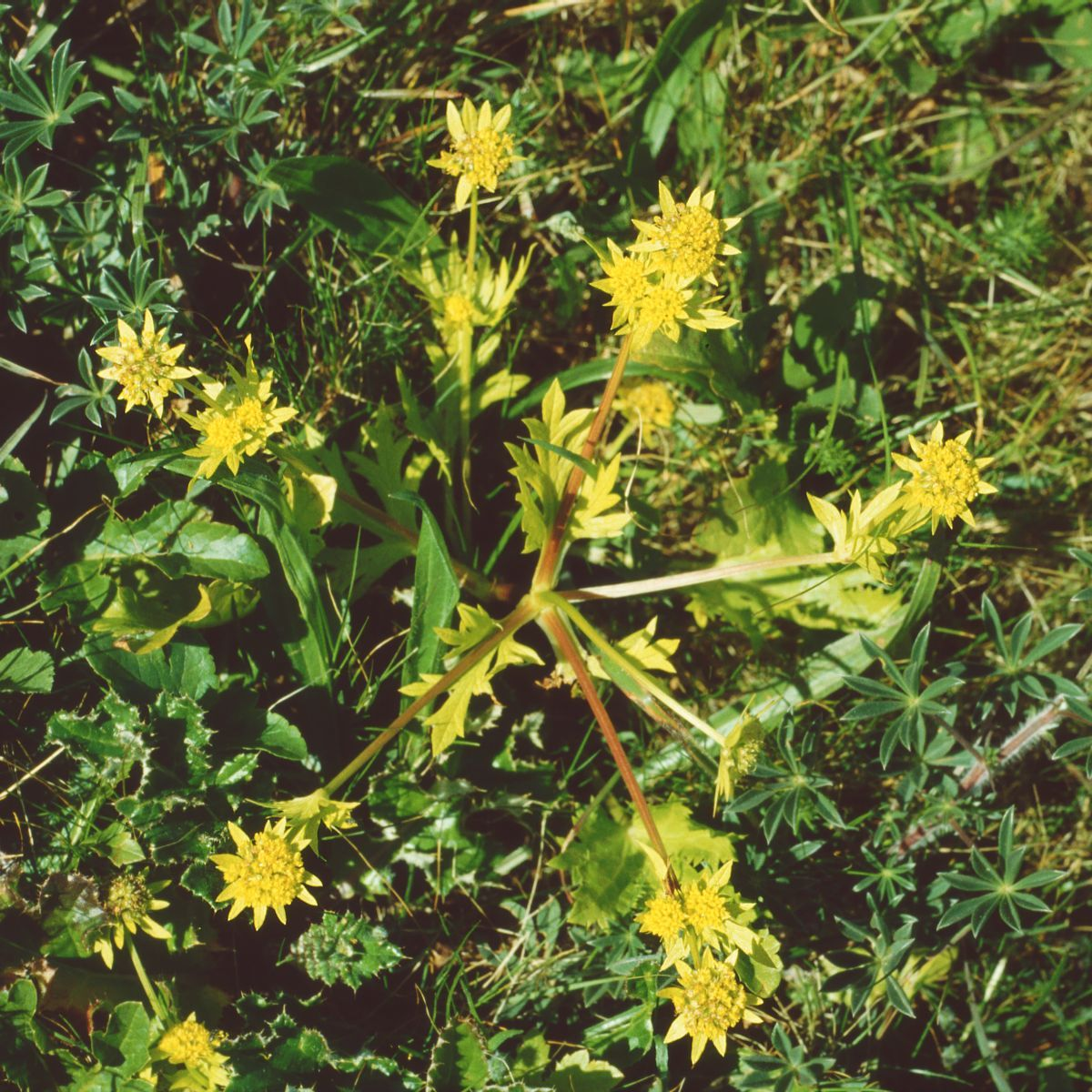